# Vindza
Vindaza aussi connu sous le nom de Vinza ou Vindza est une localité du département du Pool, au sud de la République du Congo sur une altitude de 526 m. Elle est le chef-lieu du district portant ce même nom.